# Psorochroa
Psorochroa là một chi bọ cánh cứng trong họ 
Elateridae.
Chi này được miêu tả khoa học năm 1883 bởi Broun.

## Các loài
Các loài trong chi này gồm:
- Psorochroa granulata Broun, 1883
- Psorochroa rotundicollis (Schwarz, 1901)
- Psorochroa schauinslandi (Schwarz, 1901)